# ورد غروي

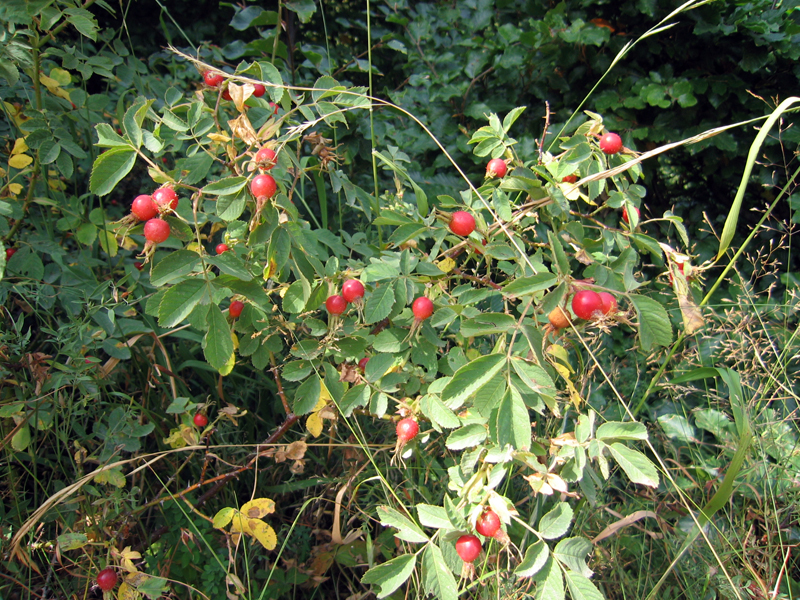

ورد غروي (الاسم العلمي:Rosa glutinosa) هو نوع من النباتات يتبع جنس الورد من الفصيلة الوردية.